# کانال (فیلم ۲۰۱۴)
«کانال» (انگلیسی: The Canal (2014 film)) فیلمی در ژانر ترسناک است که در سال ۲۰۱۴ منتشر شد.
نیویورک تایمز در مورد این فیلم نوشت:`` ما هرچه تلاش کردیم نتوانستیم متوجه شویم که این فیلم ساخت چه کشوری است!
بالاخره دو سال بعد از روی فرمان راست خودرو های داخل فیلم فهمیدیم ، که این فیلم ساخت کشور آمریکا نیست.``